# Guardiani delle nuvole
Guardiani delle nuvole è un film del 2004 diretto da Luciano Odorisio.
Il soggetto è tratto dall'omonimo romanzo di Angelo Cannavacciuolo.

## Trama
La vicenda di una famiglia di allevatori di capre, tra scontri, sopraffazioni e conflitti cruenti con camorristi e raggiri dei politici. Protagonista è il figlio maggiore del patriarca che sfida un uomo politico colluso e faccendiere. Il giovane pastore ripensa alla sua vita e prende coscienza del suo ruolo di sconfitto.

## Produzione
Il film è ambientato agli inizi degli anni '50 in Campania. Molte scene sono state girate in Puglia, a  Nardò (nella Masseria Brusca). Parte delle scene sono state girate a Capestrano (L'Aquila).

## Riconoscimenti
Il film ha vinto la  Piramide d'oro, primo premio del Festival Internazionale del Cinema del Cairo, nel 2004.
Questo film è riconosciuto come d'interesse culturale nazionale dalla Direzione generale Cinema e audiovisivo del Ministero per i beni e le attività culturali e per il turismo italiano, in base alla delibera ministeriale del 11 febbraio 2002.